# Kovai jezik
Kovai jezik (ISO 639-3: kqb;isto i kobai, kowai; prema otok Umboi ponekad se naziva i umboi) transnovogvinejski jezik iz Papue Nove Gvineje, kojim govori oko 5 000 ljudi (2007 SIL) u 13 sela na otoku Rooke, danas Umboi u provinciji Morobe.
Kovai je jedini predstavnik istoimene podskupine huonskih jezika.

## Vanjske poveznice
- Ethnologue (14th)
- Ethnologue (15th)